# Éruption hawaïenne

Schéma d'une éruption hawaïenne.

Une éruption hawaïenne, tirant son nom d'Hawaï en référence à ses volcans, est un type d'éruption volcanique effusive se produisant sur des volcans rouges et caractérisé par l'émission d'une lave extrêmement fluide formant très facilement des coulées de lave qui peuvent atteindre des dizaines de kilomètres de longueur. La lave sort très facilement de la cheminée volcanique en formant des fontaines de lave ou des lacs de lave mais sans explosions, même de moyenne ampleur. Les éruptions hawaïennes sont à l'origine de la construction des volcans boucliers. 